# Scid (computerschaakdatabase)
Shane's Chess Information Database (Scid) is een populaire, gratis computerschaakdatabase om schaakpartijen mee te bekijken en te beheren voor UNIX, Windows, Linux en Mac. 

## Functionaliteit
- Het ondersteunt portable game notation (PGN) en maakt gebruikt van een eigen formaat voor de Scid databases.
- Scid kan met WinBoard-compatible schaakprogramma's, zoals Crafty en Phalanx partijen analyseren of men kan er gewoon een potje schaak mee spelen. Scid kan eindspelen tot en met vijf stukken aan. Ook kunnen er foto's van spelers worden opgeslagen in de database die dan getoond worden als er een partij van die speler wordt nagespeeld.
- Sommige mensen vinden de interface van Scid niet intuïtief, anderen beweren echter dat als men de Scid-interface eenmaal onder de knie heeft, men pas ziet hoe logisch deze is opgebouwd. Men kan meerdere databases openen. Ook kent Scid een kladdatabase, die wordt gebruikt voor tijdelijk werk. Deze kladdatabase wordt niet opgeslagen als Scid wordt afgesloten.
- Men kan aan een partij commentaar of varianten toevoegen of verwijderen. De tree window (zie externe link) is met name handig als het gebruikt wordt in samenwerking met een grote hoge-kwaliteitsdatabase; deze zijn eenvoudig gratis op het internet te vinden. Dit maakt het mogelijk om inzage te krijgen hoe populair een zet is op het hoogste schaakniveau.
- Scid kan partijen voorzien van een ECO-code, maar omdat ECO beperkt is, heeft Scid zijn eigen aanvullingen hierop gedaan. Zo wordt een ECO-code voor de Franse doorschuifvariant C02, voorzien van preciezere codes die door Scid zijn gedefinieerd.
- Met Scid is het eenvoudig om eindspelen te vinden, zoals toren tegen pion of het lastige dame tegen toren.
- Scid heeft een verfijnde zoekmethode waarmee gezocht kan worden op spelernamen, resultaten, ECO-codes. Dus het is eenvoudig om alle partijen te vinden van Topalov tegen Kramnik die gespeeld zijn in 2006 met zwart voor Topalov  en in remise geëindigd zijn.
- Scid heeft een onderhoudsscherm waar bijvoorbeeld dubbele partijen mee verwijderd kunnen worden. (Het doet zich regelmatig voor dat in een database een partij meerdere malen voorkomt als de partijen van verschillende bronnen afkomstig zijn.)
- Scid kan ratinggrafieken uitzetten tegen de tijd.

Scid bevat dus veel functionaliteit. In tegenstelling tot andere gratis schaakdatabase software, zoals de gratis versie van Chessbase die gelimiteerd is tot 8000 partijen per database, kennen Scid, ChessDB en Scid-pg geen van deze limieten.

## Ontwikkeling
Scid werd op 9 mei 2001 in SourceForge.net geregistreerd. Er zijn daarna veel updates gedaan. De ontwikkeling is gestopt en de laatste versie stamt van maart 2003. Er zijn een paar pogingen gedaan om Scid nieuw leven in te blazen, totdat in 2006 ChessDB, een afgeleide van Scid, startte en als project op SourceForge werd geregistreerd. 
Een paar weken later ontstond Scid-pg. De hoofdontwikkelaar van ChessDB, Dr. Kirby, heeft  aangetoond dat er grote hoeveelheden C++ en Tcl code van ChessDB gebruikt worden in Scid-pg zonder enige verwijzing. Pascal Georges, de ontwikkelaar van Scid-pg, heeft sindsdien zijn versie hernoemd naar Scid, wat tot verwarring kan leiden. In de tijd dat deze twee ontwikkelaars publiekelijk van mening verschilden, werd er een nieuwe schaakdatabase uitgebracht, genaamd ChessX. Hierbij wordt grafische toolkit Qt gebruikt in plaats van Tcl zoals bij Scid en ChessDB.
Een paar jaar geleden is de ontwikkeling van Scid gestopt, maar de website is alsnog midden 2006 geüpdatet. Er zijn minstens twee andere projecten die gebruikmaken van sourcecode uit het Scid  project - ChessDB en Scid-pg dat een afstammeling van ChessDB is.